# Rafael Pérez Ruiz
Rafael Pérez Ruiz (Córdoba, 1981) es un juez español, que ejerció como secretario de Estado de Seguridad del Gobierno de España entre los años 2020 y 2025.

## Biografía
Rafael Pérez Ruiz, nacido en Córdoba en 1981, es hijo del abogado laboralista Rafael Pérez Molina, que fue concejal en el Ayuntamiento de Rute entre 1987 y 1991 por el Partido Andalucista, y de Antonia Ruiz Miranda. Pérez Ruiz es licenciado en Derecho por la Facultad de Derecho y Ciencias Económicas y Empresariales de la Universidad de Córdoba.
Tras superar el curso teórico-práctico en la Escuela Judicial, en mayo de 2009 la Comisión Permanente del Consejo General del Poder Judicial (CGPJ) lo destinó al Juzgado de 1ª Instancia e Instrucción Único de Almadén, en la provincia de Ciudad Real. Tras tres años en el mencionado juzgado, fue destinado al Juzgado de Primera Instancia e Instrucción número 2 de Montoro, provincia de Córdoba. Fue promovido a la categoría de Magistrado en 2015. Más tarde ocupó la plaza de Magistrado en el Juzgado de lo Penal n.º 1 de Córdoba. 
En 2017, el CGPJ lo nombró magistrado letrado y le destinó a la sección de Planta y Oficina Judicial del Servicio de Personal Judicial de dicho consejo, ocupando la jefatura.

### Ministerio del Interior
En junio de 2018, el nuevo ministro del Interior, Fernando Grande-Marlaska, le escogió como jefe de Gabinete. Ocupó el cargo hasta enero de 2020, cuando el ministro renovó la cúpula del Departamento y le nombró secretario de Estado de Seguridad en sustitución de Ana Botella Gómez.
Aunque se encuentra en situación administrativa de servicios especiales en la Carrera Judicial y no ha llegado a ejercer el cargo, desde noviembre de 2023 es magistrado titular del Juzgado de lo Contencioso-Administrativo número 1 de Madrid.
A finales de mayo de 2025 se hizo pública su intención de abandonar el Ministerio, por motivos personales, tras casi siete años asistiendo al ministro Grande-Marlaska. El relevo se llevó a cabo a principios del mes de junio de 2025.